# アプリボット
株式会社アプリボット（英: Applibot, Inc.）は、日本のコンピュータゲーム開発会社。モバイル向けゲームアプリの開発・運営を主業務とする。サイバーエージェントの100%子会社。
2010年7月7日、サイバーエージェントがスマートフォン向けアプリ事業の強化を目的に完全子会社として設立。主にスマートフォン向けゲームアプリの開発・運営・配信を行っている。

## 開発タイトル
| 配信日         | 作品名                                                                      | プラットフォーム      | 配信元                             | 備考                                                                                      |
| -------------- | --------------------------------------------------------------------------- | --------------------- | ---------------------------------- | ----------------------------------------------------------------------------------------- |
| 2011年10月     | 東京ギャング                                                                | iOS                   | アプリボット                       |                                                                                           |
| 2012年2月      | 不良道 〜ギャングロード〜                                                   | iOS                   | アプリボット                       | 2016年8月19日サービス終了                                                                 |
| 2012年12月     | 不良道 〜ギャングロード〜                                                   | Android               | アプリボット                       | 2016年8月19日サービス終了                                                                 |
| 2012年7月      | レジェンド オブ モンスターズ                                                | iOS                   | アプリボット                       | 2015年11月マイネットゲームスに移管                                                        |
| 2012年8月      | Monster Maestro                                                             | iOS                   | アプリボット                       | 海外向けのみ                                                                              |
| 2012年11月     | GALAXY SAGA                                                                 | iOS                   | アプリボット                       | 海外向けのみ                                                                              |
| 2013年8月14日  | カオスドライヴ →リバースドライヴ                                            | iOS                   | アプリボット                       | 2015年8月リニューアル・改題 2015年11月マイネットゲームスに移管 2017年10月10日サービス終了 |
| 2014年1月7日   | カオスドライヴ →リバースドライヴ                                            | Android               | アプリボット                       | 2015年8月リニューアル・改題 2015年11月マイネットゲームスに移管 2017年10月10日サービス終了 |
| 2014年1月      | ジョーカー〜ギャングロード〜                                                | iOS                   | アプリボット                       | 2022年6月24日マイネットゲームスに移管                                                     |
| 2014年7月16日  | ジョーカー〜ギャングロード〜                                                | Android               | アプリボット                       | 2022年6月24日マイネットゲームスに移管                                                     |
| 2014年5月9日   | 大乱闘RPG ガーディアンハンター                                              | iOS                   | アプリボット                       | 2015年3月サービス終了                                                                     |
| 2014年8月1日   | 大乱闘RPG ガーディアンハンター                                              | Android               | アプリボット                       | 2015年3月サービス終了                                                                     |
| 2014年7月      | 星くず対戦クラッシュパレード                                                | iOS                   | アプリボット                       | 2014年11月4日サービス終了                                                                 |
| 2014年8月15日  | グリモア〜私立グリモワール魔法学園〜 →グリモアA～私立グリモワール魔法学園～ | iOS/Android           | アプリボット                       | 2019年4月1日リニューアル・改題 2020年11月30日サービス終了                                 |
| 2014年10月10日 | スゴロクモンスターズ                                                        | iOS/Android           | アプリボット                       | 開発：アプシィ 2015年6月30日サービス終了                                                  |
| 2017年8月      | 神式一閃 カムライトライブ                                                   | iOS/Android           | アプリボット                       | 2020年6月マイネットに移管 2025年3月31日サービス終了                                       |
| 2018年1月      | グリメロ～グリモワールメロディプロジェクト～                                | iOS/Android           | アプリボット                       | 配信終了                                                                                  |
| 2018年2月      | リトルチャンピオンズ                                                        | iOS/Android           | アプリボット                       | 2019年1月7日サービス終了                                                                  |
| 2019年10月21日 | SEVEN's CODE―セブンスコード―                                                | iOS/Android           | アプリボット                       | 共同開発：UNLIMITED STUDiO 2022年6月30日サービス終了                                      |
| 2019年10月25日 | BLADE XLORD―ブレイドエクスロード―                                           | iOS/Android           | アプリボット                       | 2021年マイネットゲームスに移管 2022年7月29日サービス終了                                  |
| 2020年4月21日  | BLADE XLORD―ブレイドエクスロード―                                           | PC(DMM GAMES)         | アプリボット                       | 2021年マイネットゲームスに移管 2022年7月29日サービス終了                                  |
| 2019年11月     | 劇場推理 人狼狂（グルイ）                                                   | iOS/Android、ブラウザ | アプリボット                       | 共同開発：CyberZ 2020年6月15日サービス終了                                                |
| 2021年2月18日  | ニーア リィンカーネーション                                                 | iOS/Android           | スクウェア・エニックス             | 2024年4月30日サービス終了                                                                 |
| 2023年9月7日   | ファイナルファンタジーVII エバークライシス                                  | iOS/Android           | スクウェア・エニックス             |                                                                                           |
| 2025年3月27日  | ちいかわぽけっと                                                            | iOS/Android           | アプリボット                       |                                                                                           |
| 2025年4月16日  | SDガンダム GGENERATION ETERNAL                                              | iOS/Android           | バンダイナムコエンターテインメント | 共同開発：バンダイナムコエンターテインメント                                              |

- 出典：公式サイト

## その他の事業
2016年10月3日、声優・アニメに特化したメディア「Nizista（ニジスタ）」をオープン。2016年11月1日付でアプリボットの100%子会社として株式会社ニジスタを設立。2023年5月1日付で吸収合併した。
2019年2月、クリエイティブスタジオ「SSS by applibot」の設立を発表。イラストレーターの米山舞、7ZEL、BUNBUNらが所属する。
2021年2月22日より、ディアステージと協業でアイドルプロジェクトGive&Giveを始動。2022年2月28日をもって活動休止。